# Lloyd Arabella
La Lloyd Arabella è una vettura prodotta dalla casa automobilistica tedesca Lloyd a partire dal 1959 fino al 1961.

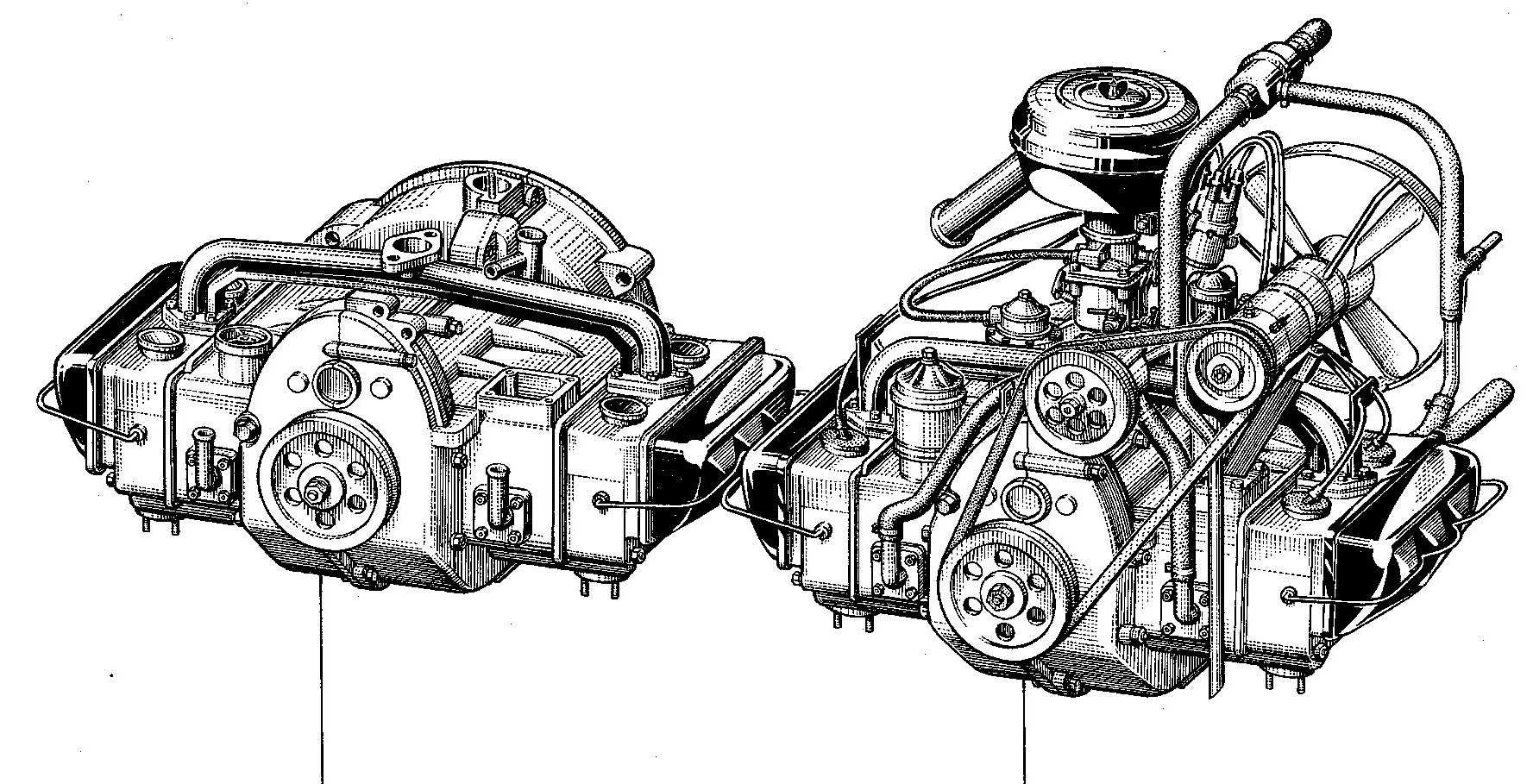
Schema tecnico del motore boxer a quattro cilindri della Arabella

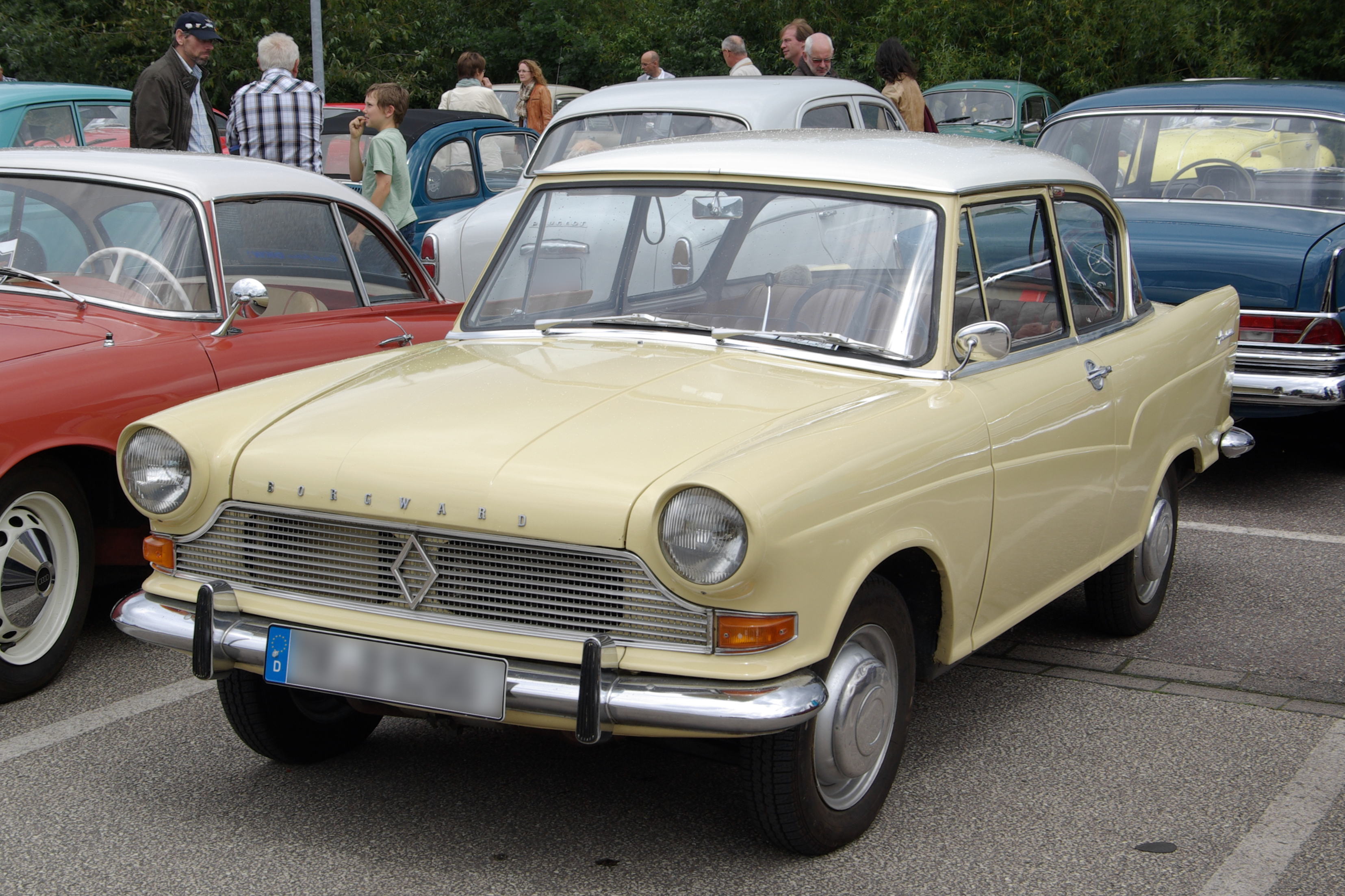
Borgward Arabella

La Arabella era un'autovettura costruita quando l'azienda faceva capo alla Borgward nella Germania occidentale tra gli anni 50 e 60. Dopo il fallimento della società, l'Arabella continuò a essere prodotta, anche se in quantità notevolmente ridotte e rimarchiata come Borgward Arabella fino al 1963.
L'Arabella fu la prima e l'ultima vettura della divisione Lloyd di Borgward ad essere dotata di un motore a quattro cilindri.

## Motorizzazione
Inizialmente venne ipotizzato di alimentare l'Arabella con una versione potenziata del motore bicilindrico in linea a quattro tempi già utilizzato sulla coeva Lloyd Alexander, insieme ad un cambio opportunamente adattato proveniente dalla stessa vettura. Tuttavia, i test effettuati su di un telaio di pre-serie indicarono che non tutte le componenti meccaniche sarebbero entrati sotto il cofano della carrozzeria, quindi a quel punto fu sviluppato frettolosamente un nuovo motore boxer a quattro cilindri. La configurazione del motore boxer lo rendeva adatto alla linea bassa del cofano anteriore, ma l'alloggiamento nello spazio disponibile fu comunque difficoltoso, e si dovette mettere la ventola di raffreddamento disassata sopra i due cilindri del motore. A differenza dei modelli Lloyd più piccoli, l'Arabella utilizzava un sistema di raffreddamento a liquido. La scatola del cambio era posizionata davanti all'asse anteriore e davanti al motore, come sulle auto più piccole del produttore, ma venne riprogettata per potersi adattare meglio nel vano motore. I tecnici ipotizzavano all'epoca di installare il motore trasversalmente, forse per evitare di dover riprogettare il cambio, ma ciò non fu possibile perché l'Arabella aveva un motore boxer montato longitudinalmente.